# Institutul Român de Genealogie și Heraldică „Sever Zotta”
Institutul Român de Genealogie și Heraldică „Sever Zotta” din Iași este un institut de cercetare fondat în 1999, numit în onoarea istoricului și genealogistului român Sever Zotta. A fost înregistrat ca organizație non-profit la 14 ianuarie 1999. 

## Membrii fondatori
Institutul a fost întemeiat de: 
- Gabriel Bădărău
- Constantin Bălăceanu-Stolnici
- Radu Beldiman
- Ioan Căprosu
- Dan Cernovodeanu
- Paul Cernovodeanu
- Daniel Ciobanu
- Mircea Ciubotaru
- Costin Clit
- Mihai Cojocaru
- Andi-Marius Daschevici
- Zoe Diaconescu
- Vasile Docea
- Maria Dogaru
- Ioan Drăgan
- Gheorghe I. Florescu
- Grigore Ghika
- Ștefan S. Gorovei
- Radu Sc. Greceanu
- Sergiu Groholschi-Miclescu
- Cătălin Hriban
- Sorin Gh. Iftimi
- Constantin Ittu
- Niculae Koslinski
- Marcel Lutic
- Jean Nicolas Mănescu
- Costin Merișca
- Zamfira Mihail
- Gheorghe Musat
- Petre S. Năsturel
- Ioan Niculita
- Catalina Opaschi
- Liviu Papuc
- Paul Paltanea
- Katiușa Pârvan
- Gheorghe Platon
- Stefan Pleșia
- Ioan-Aurel Pop
- Rodica Popovici
- Flavius Solomon
- Maria Magdalena Székely
- George Felix Tașcă
- Răzvan Theodorescu
- Andrei Tukacs
- Mihai Răzvan Ungureanu
- Silviu Văcaru
- Petronel Zahariuc[1]